# Morte Point
Morte Point är en udde i Storbritannien.   Den ligger i grevskapet Devon och riksdelen England, i den södra delen av landet, 290 km väster om huvudstaden London.
Terrängen inåt land är varierad. Havet är nära Morte Point åt nordväst. Runt Morte Point är det ganska tätbefolkat, med 80 invånare per kvadratkilometer. Närmaste större samhälle är Barnstaple, 15,9 km sydost om Morte Point. Trakten runt Morte Point består i huvudsak av gräsmarker.